# Släthult, Mönsterås
Släthult är en  by  i Fliseryds socken, Mönsterås kommun i sydöstra Småland, Kalmar län. Omnämns första gången under 1447 då Vadstena kloster ägde en gård som räntade 1 töns utsäde i Släthult ('Slæthulte'). Under 1500-talet omfattar byn 1 mantal skatte.